# 特雷莎·施塔德勒貝爾

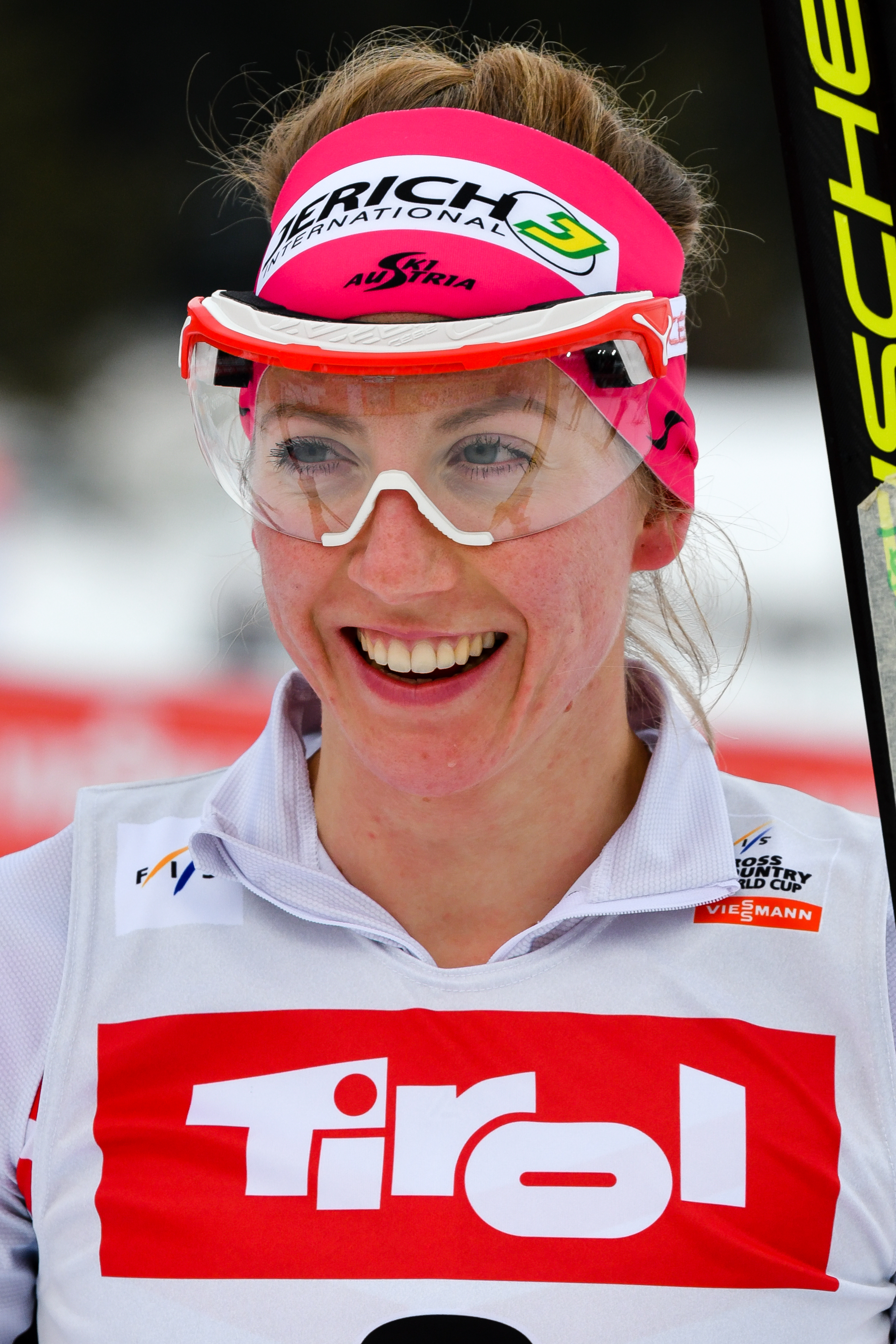
特雷莎·施塔德勒贝尔，2018年

特雷莎·施塔德勒貝爾（德語：Teresa Stadlober，1993年2月1日—），奧地利越野滑雪運動員，她代表奧地利隊參加了中國舉行的2022年冬季奧林匹克運動會，並且在女子15公里雙追逐比賽上獲得銅牌。